# أليكس خوسيه دوس سانتوس
أليكس خوسيه دوس سانتوس هو لاعب كرة قدم برازيلي، ولد في 28 مارس 1981. لعب مع ستريمور.